# Caminha
Caminha é uma vila raiana portuguesa localizada na sub-região do Alto Minho, pertencendo à região do Norte e ao Distrito de Viana do Castelo. 
É sede do município homónimo, com uma área superficial de 136,52 km2 e população residente de 15 797 habitantes, possui uma densidade populacional de 116 hab/km2, sendo subdividido em 14 freguesias.
O município é limitado a nordeste pelo município de Vila Nova de Cerveira, a sudeste por Ponte de Lima, a sul por Viana do Castelo, a norte pela região espanhola da Galiza (província de Pontevedra) e a oeste pelo Oceano Atlântico.
O ponto mais alto do município encontra-se no planalto da Serra de Arga, a aproximadamente 800 metros de altitude, próximo do ponto mais alto desta serra, o Alto do Espinheiro (825m).
A foz do rio Minho situa-se em Caminha, fazendo este rio parte integrante da paisagem da vila. Para atravessá-lo rumo à vizinha Galiza, existe um terminal fluvial de barcos, que transportam não só passageiros, mas também automóveis.

## Freguesias

Freguesias do município de Caminha.

O município de Caminha está dividido em 14 freguesias:
| Freguesia                     | Residentes (2021) |
| ----------------------------- | ----------------- |
| Âncora                        | 1186              |
| Arga (Baixo, Cima e São João) | 159               |
| Argela                        | 375               |
| Caminha (Matriz) e Vilarelho  | 2373              |
| Dem                           | 309               |
| Gondar e Orbacém              | 398               |
| Lanhelas                      | 897               |
| Moledo e Cristelo             | 1490              |
| Riba de Âncora                | 680               |
| Seixas                        | 1413              |
| Venade e Azevedo              | 881               |
| Vila Praia de Âncora          | 4623              |
| Vilar de Mouros               | 725               |
| Vile                          | 288               |

## História

### Etimologia
O nome derivará de Caput Minii ('cabeça do Minho', em alusão à sua geografia), registrado no século V por Idácio de Chaves, verificando-se corrupção em Caminia (e mesmo Camya) no século XI, e por fim Caminha já no século XV.

### Povoação portuguesa
Terá sido re-povoada em 1265, no reinado de D. Afonso III, tendo sido expandida e obtendo foral no reinado de D. Dinis I.

### Ducado de Caminha
Por carta de 2 de janeiro de 1619, Filipe II de Portugal (Filipe III de Espanha) atribuí a Miguel Luís de Meneses (1565–1637), o título de 1.º Duque de Caminha, sem sucessores, os títulos passaram para o seu irmão Luís de Noronha e Meneses (1614–1641), 2.º Duque de caminha, decapitado no reinado d D. João IV, sem sucessão, o Título de Duque de Caminha é declarado perpétuo a 24 de dezembro de 1641 por Filipe III de Portugal (Filipe IV de Espanha) a favor de Maria Brites de Meneses, 3.ª Duquesa de Caminha, viúva e sobrinha de Miguel Luís de Meneses.

## Património monumental
- Igreja Matriz de Caminha ou Igreja Matriz de Nossa Senhora da Assunção
- Castelo de Caminha
- Muralhas seiscentistas de Caminha
- Torre do Relógio
- Chafariz do Terreiro de Caminha
- Igreja da Misericórdia de Caminha
- Salão Nobre da Antiga Câmara Municipal de Caminha
- Casa dos Pitas (Caminha)
- As "Oito Casas" da rua Direita, conjunto de casas manuelinas e renascentistas (Caminha)
- Museu Municipal
- Painéis de azulejos novecentistas da Estação dos Caminhos de Ferro de Caminha
- Igreja de Santa Clara (Caminha)
- Estação arqueológica do Coto da Pena (Vilarelho)
- Capela e Cruzeiro de São Bento (Seixas)
- Vila Idalina (Seixas)
- Casa de Ventura Terra (Seixas)
- Casa da Torre (Lanhelas)
- Gravuras rúnicas da Lage das Fogaças (Lanhelas)
- Cruzeiro de Venade
- Quintas de Valindo e do Loreto (Venade)
- Gravuras rupestres da Chã da Vermelha (Azevedo)
- Ponte Românica de Vilar de Mouros
- Forte da Ínsua (Moledo do Minho)
- Forte da Lagarteira (Vila Praia de Âncora)
- Forte do Cão (Âncora)
- Ponte românica de Abadim (Âncora)
- Cividade de Âncora
- Capela românica do antigo Mosteiro de São Pedro de Varais (Vile)
- Capela românica do antigo Mosteiro de São João de Arga (Arga de Baixo)

## Património natural
- Estuário do Rio Minho
- Serra de Arga
- Miradouro de Santo António (Caminha)
- Miradouro da Fraga (Vilarelho)
- Miradouro do Monte de Santo Antão (Moledo, Venade e Vilarelho)
- Praia da Foz do Minho ou Praia do Camarido
- Dunas e Pinhal do Camarido
- Praia de Moledo do Minho
- Ilhéu da Ínsua (Moledo do Minho)
- Miradouro do Monte Gorito (Seixas)
- Ilha da Morraceira (Lanhelas)
- Praia fluvial de Vilar de Mouros
- Juncais do Rio Coura
- Veiga de Venade
- Miradouro da Senhora das Neves (Dem)
- Miradouro da Pedra Alçada (Dem)
- Cascatas dos Caldeirões (Castanheira, Arga de Baixo)
- Praia de Âncora (Vila Praia de Âncora)
- Miradouro do Monte do Calvário (Vila Praia de Âncora)
- Praia da Gelfa (Âncora)
- Dunas e Pinhal da Gelfa (Âncora)
- Cascata do Pincho (Rio Âncora)

## Demografia
★ Os Recenseamentos Gerais da população portuguesa, regendo-se pelas orientações do Congresso Internacional de Estatística de Bruxelas de 1853, tiveram lugar a partir de 1864, encontrando-se disponíveis para consulta no site do Instituto Nacional de Estatística (INE). 
A população registada nos censos foi:
(Obs.: Número de habitantes "residentes", ou seja, que tinham a residência oficial neste município à data em que os censos  se realizaram.)	
| Número de habitantes por grupo etário | Número de habitantes por grupo etário | Número de habitantes por grupo etário | Número de habitantes por grupo etário | Número de habitantes por grupo etário | Número de habitantes por grupo etário | Número de habitantes por grupo etário | Número de habitantes por grupo etário | Número de habitantes por grupo etário | Número de habitantes por grupo etário | Número de habitantes por grupo etário | Número de habitantes por grupo etário | Número de habitantes por grupo etário | Número de habitantes por grupo etário |
| ------------------------------------- | ------------------------------------- | ------------------------------------- | ------------------------------------- | ------------------------------------- | ------------------------------------- | ------------------------------------- | ------------------------------------- | ------------------------------------- | ------------------------------------- | ------------------------------------- | ------------------------------------- | ------------------------------------- | ------------------------------------- |
|                                       | 1900                                  | 1911                                  | 1920                                  | 1930                                  | 1940                                  | 1950                                  | 1960                                  | 1970                                  | 1981                                  | 1991                                  | 2001                                  | 2011                                  | 2021                                  |
| 0-14 Anos                             | 4 648                                 | 4 895                                 | 4 692                                 | 5 245                                 | 4 991                                 | 4 724                                 | 4 666                                 | 3 535                                 | 3 758                                 | 3 252                                 | 2 464                                 | 2 034                                 | 1 728                                 |
| 15-24 Anos                            | 2 428                                 | 2 494                                 | 2 630                                 | 2 858                                 | 2 642                                 | 2 921                                 | 2 587                                 | 2 000                                 | 2 502                                 | 2 418                                 | 2 477                                 | 1 817                                 | 1 371                                 |
| 25-64 Anos                            | 6 256                                 | 6 333                                 | 6 546                                 | 6 719                                 | 7 028                                 | 7 600                                 | 7 565                                 | 6 190                                 | 7 132                                 | 7 734                                 | 8 664                                 | 8 887                                 | 8 037                                 |
| = ou > 65 Anos                        | 1 290                                 | 1 414                                 | 1 377                                 | 1 374                                 | 1 495                                 | 1 688                                 | 1 870                                 | 1 955                                 | 2 491                                 | 2 803                                 | 3 464                                 | 3 946                                 | 4 661                                 |

(Obs: De 1900 a 1950 os dados referem-se à população "de facto", ou seja, que estava presente no município à data em que os censos se realizaram. Daí que se registem algumas diferenças relativamente à designada população residente)

## Política

### Eleições autárquicas[12]
| Data | %     | V     | %       | V       | %      | V      | %              | V            | %              | V         | %              | V  | %              | V   | %              | V  | %              | V | Participação |                |
| Data | PS    | PS    | PPD/PSD | PPD/PSD | CDS-PP | CDS-PP | FEPU/APU/CDU   | FEPU/APU/CDU | PCTP/MRPP      | PCTP/MRPP | AD             | AD | PPM            | PPM | BE             | BE | A              | A | Participação |                |
| ---- | ----- | ----- | ------- | ------- | ------ | ------ | -------------- | ------------ | -------------- | --------- | -------------- | -- | -------------- | --- | -------------- | -- | -------------- | - | ------------ | -------------- |
| Data | 1976  | 40,40 | 3       | 32,06   | 3      | 10,63  | 1              | 9,55         | -              | 1,26      | -              |    |                |     |                |    |                |   |              | 67,54 / 100,00 |
| 1979 | 50,39 | 4     | AD      | AD      | AD     | AD     | 8,30           | -            |                |           | 38,36          | 3  | AD             | AD  | 78,00 / 100,00 |    |                |   |              |                |
| 1982 | 55,15 | 5     | AD      | AD      | AD     | AD     | 8,63           | -            | 32,49          | 2         | 73,88 / 100,00 |    | AD             | AD  |                |    |                |   |              |                |
| 1985 | 49,17 | 4     | 43,45   | 3       |        |        | 4,55           | -            |                |           |                |    | 73,55 / 100,00 |     |                |    |                |   |              |                |
| 1989 | 58,98 | 5     | 26,41   | 2       | 10,80  | -      | 69,01 / 100,00 |              |                |           |                |    |                |     |                |    |                |   |              |                |
| 1993 | 46,28 | 4     | 44,38   | 3       | 6,57   | -      | 75,07 / 100,00 |              |                |           |                |    |                |     |                |    |                |   |              |                |
| 1997 | 50,96 | 4     | 34,48   | 3       | 1,90   | -      | 9,49           | -            | 71,85 / 100,00 |           |                |    |                |     |                |    |                |   |              |                |
| 2001 | 39,22 | 3     | 46,72   | 4       | 1,10   | -      | 9,53           | -            | 0,94           | -         | 71,94 / 100,00 |    |                |     |                |    |                |   |              |                |
| 2005 | 41,89 | 3     | 50,40   | 4       |        |        | 2,96           | -            | 0,44           | -         | 1,66           | -  | 73,25 / 100,00 |     |                |    |                |   |              |                |
| 2009 | 38,70 | 3     | 54,31   | 4       | 2,58   | -      |                |              | 2,28           | -         | 67,39 / 100,00 |    |                |     |                |    |                |   |              |                |
| 2013 | 47,51 | 4     | 45,03   | 3       | 4,04   | -      |                |              | 64,18 / 100,00 |           |                |    |                |     |                |    |                |   |              |                |
| 2017 | 53,15 | 4     | 39,14   | 3       | 1,29   | -      | 2,78           | -            | 64,40 / 100,00 |           |                |    |                |     |                |    |                |   |              |                |
| 2021 | 46,79 | 4     | AD      | AD      | AD     | AD     | 4,49           | -            | 41,36          | 3         | AD             | AD | 3,40           | -   | AD             | AD | 61,74 / 100,00 |   |              |                |

### Eleições legislativas
| Data | %     | %     | %     | %    | %     | %     | %        | %     | %    | %     | %    | %   | %       | % | %  | %  |
| Data | PS    | PSD   | CDS   | PCP  | UDP   | AD    | APU/ CDU | FRS   | PRD  | PSN   | BE   | PAN | PSD CDS | L | CH | IL |
| ---- | ----- | ----- | ----- | ---- | ----- | ----- | -------- | ----- | ---- | ----- | ---- | --- | ------- | - | -- | -- |
| 1976 | 40,88 | 23,39 | 14,87 | 7,87 | 1,45  |       |          |       |      |       |      |     |         |   |    |    |
| 1979 | 38,07 | AD    | AD    | APU  | 1,54  | 40,38 | 11,05    |       |      |       |      |     |         |   |    |    |
| 1980 | FRS   | AD    | AD    | APU  | 0,95  | 44,07 | 10,50    | 36,45 |      |       |      |     |         |   |    |    |
| 1983 | 47,59 | 24,58 | 10,49 | APU  | 0,62  |       | 11,27    |       |      |       |      |     |         |   |    |    |
| 1985 | 30,73 | 24,32 | 7,99  | APU  | 1,06  | 8,45  | 20,81    |       |      |       |      |     |         |   |    |    |
| 1987 | 33,48 | 45,25 | 4,02  | CDU  | 0,52  | 5,44  | 4,87     |       |      |       |      |     |         |   |    |    |
| 1991 | 34,60 | 49,61 | 3,85  | CDU  |       | 5,23  | 1,08     | 1,60  |      |       |      |     |         |   |    |    |
| 1995 | 47,41 | 36,25 | 7,29  | CDU  | 0,43  | 5,18  |          |       |      |       |      |     |         |   |    |    |
| 1999 | 47,15 | 32,29 | 7,37  | CDU  |       | 7,12  | 0,20     | 1,70  |      |       |      |     |         |   |    |    |
| 2002 | 39,69 | 44,02 | 6,09  | CDU  | 4,45  |       | 2,36     |       |      |       |      |     |         |   |    |    |
| 2005 | 48,54 | 29,94 | 6,06  | CDU  | 5,17  | 5,32  |          |       |      |       |      |     |         |   |    |    |
| 2009 | 39,41 | 31,22 | 7,93  | CDU  | 4,98  | 10,47 |          |       |      |       |      |     |         |   |    |    |
| 2011 | 28,50 | 41,11 | 9,73  | CDU  | 5,88  | 5,77  | 1,14     |       |      |       |      |     |         |   |    |    |
| 2015 | 37,00 | CDS   | PSD   | CDU  | 5,64  | 8,39  | 1,05     | 37,91 | 0,33 |       |      |     |         |   |    |    |
| 2019 | 38,78 | 31,84 | 2,86  | CDU  | 3,85  | 9,53  | 2,79     |       | 0,57 | 0,69  | 0,68 |     |         |   |    |    |
| 2022 | 44,92 | 31,40 | 1,59  | CDU  | 3,14  | 4,21  | 1,28     | 0,93  | 6,29 | 2,89  |      |     |         |   |    |    |
| 2024 | 31,64 | AD    | AD    | CDU  | 30,01 | 2,65  | 4,12     | 2,03  | 2,24 | 18,23 | 3,67 |     |         |   |    |    |

## Equipamentos
- Biblioteca Municipal de Caminha

## Personalidades
- Sidónio Pais, quarto presidente da República Portuguesa
- José António Guerreiro, deputado vintista nas Cortes Gerais e Extraordinárias da Nação Portuguesa em 1821/1822
- Jorge Ramos Pereira, Contra-Almirante da Armada Portuguesa e Resistente Antifascista
- Luís Inocêncio Ramos Pereira, Médico e Político Republicano

## Geminações
Caminha é geminada com a seguinte cidade:
- Pontault-Combault, Sena e Marne, França

## Desporto
Sporting Clube Caminhense
Clube Andebol de Caminha
Atlético Clube Caminha

## Galeria de imagens

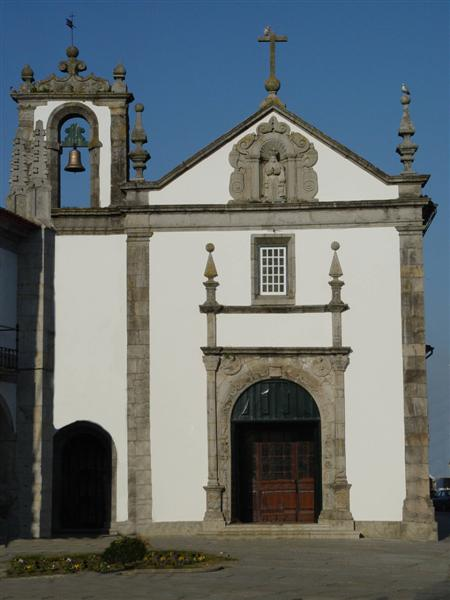
Misericórdia de Caminha
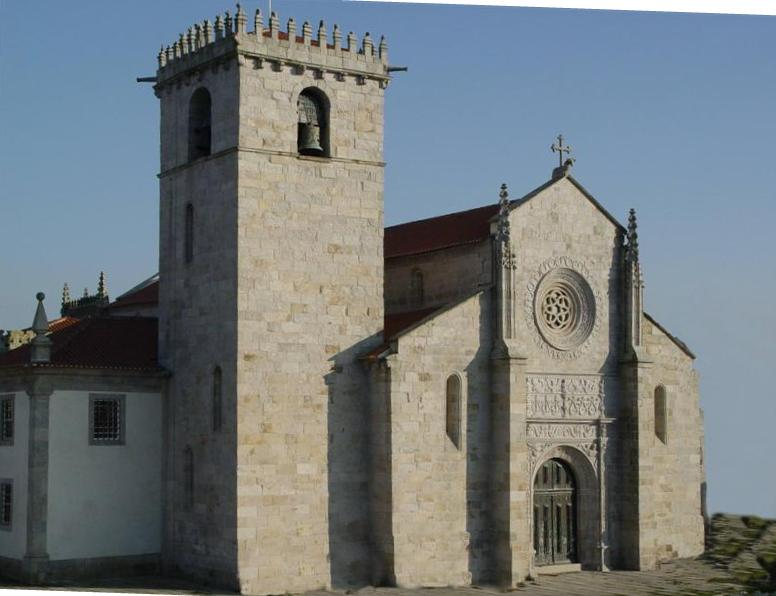
Igreja Matriz de N. S. da Assunção (Caminha)
Rua da parte medieval de Caminha
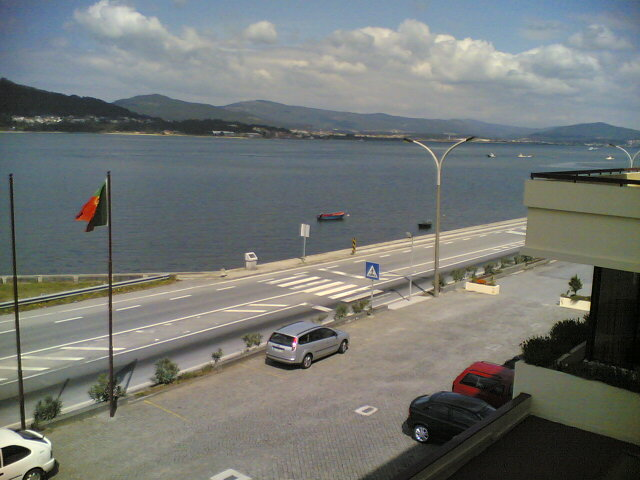
Caminha e o Rio Minho
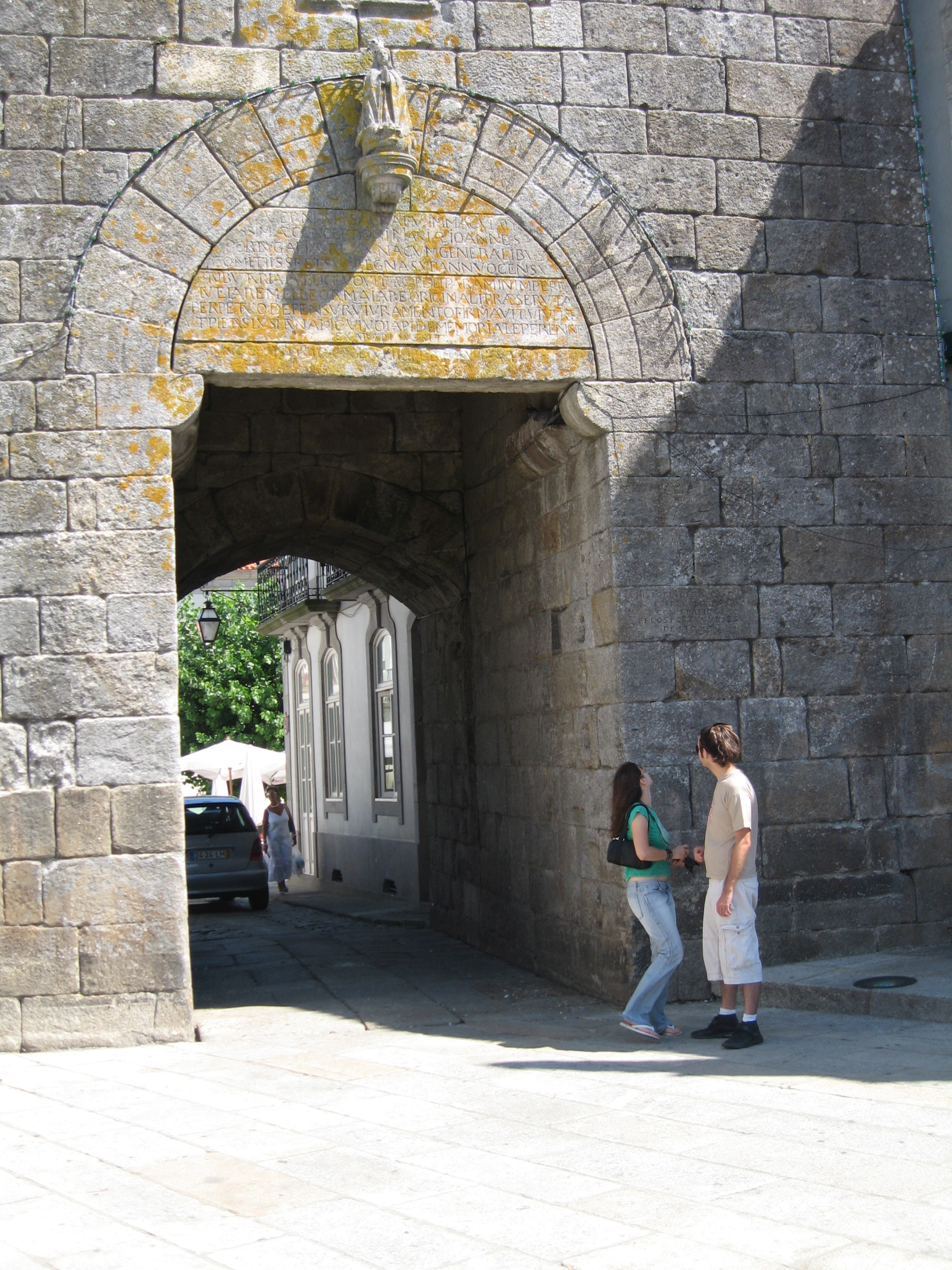
Porta da muralha de Caminha
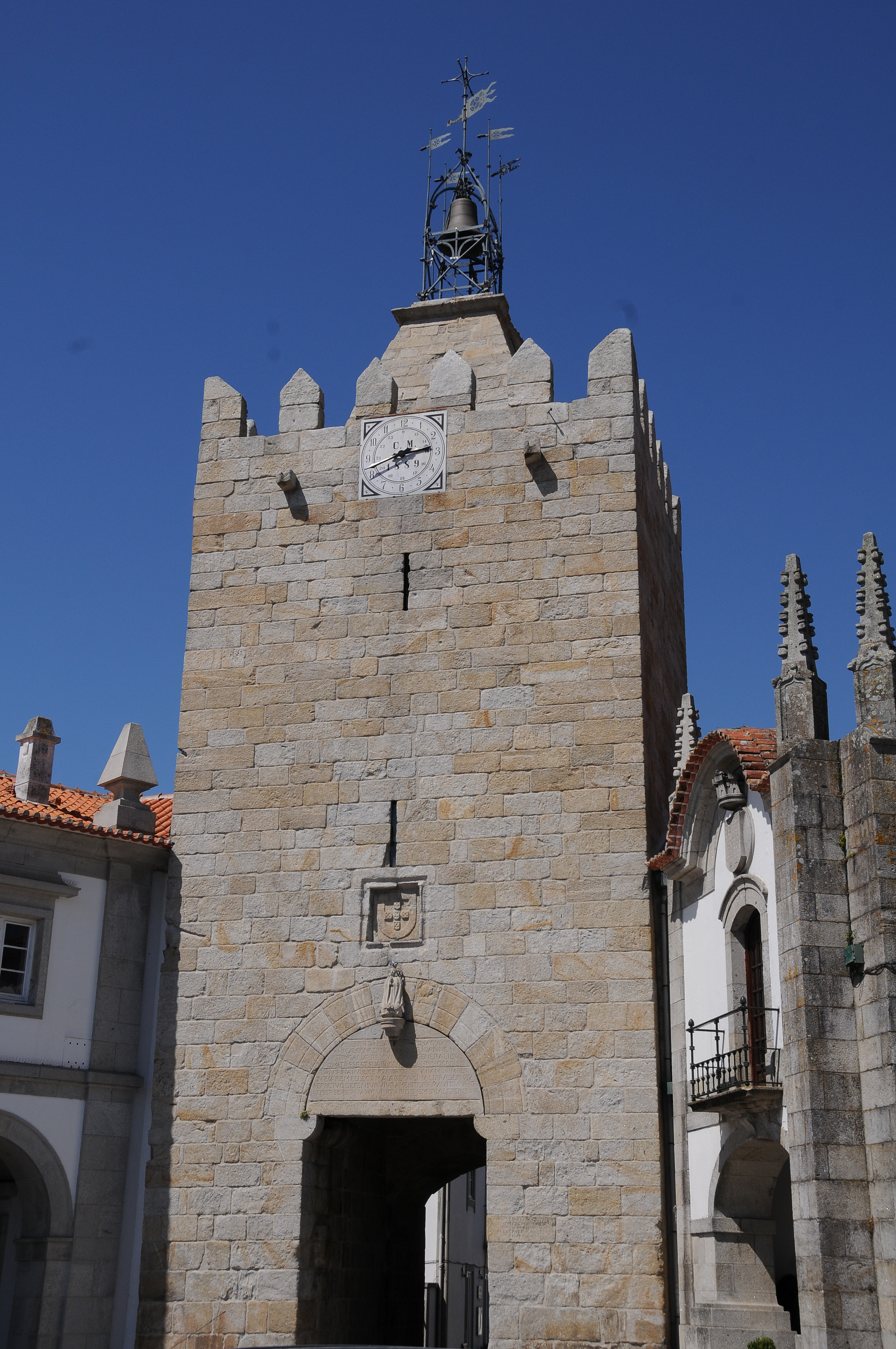
Torre do Relógio
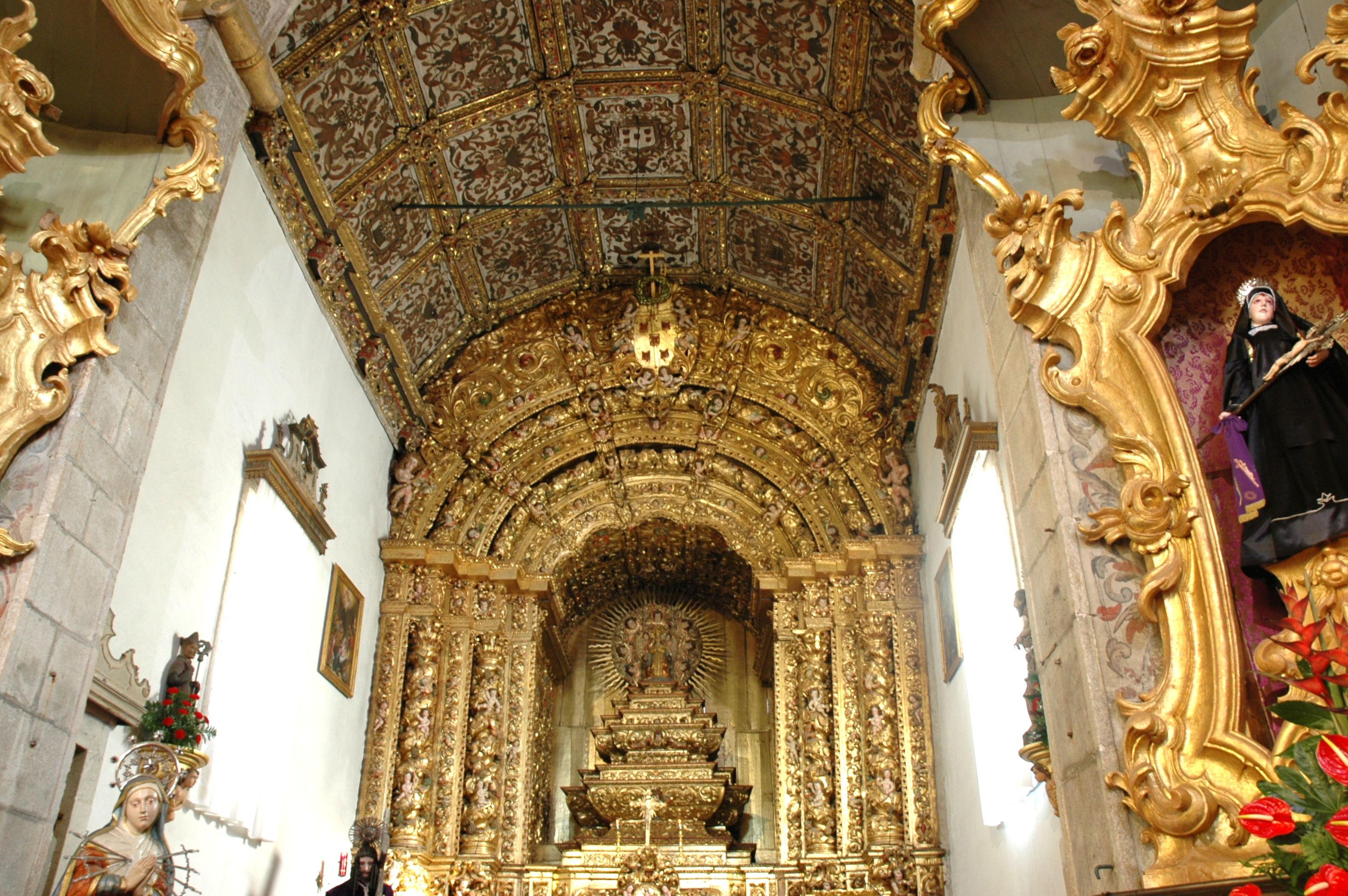
Interior da Igreja da Misericórdia